# Eliyahu Giladi
Eliyahu Giladi (în ebraică: אליהו גלעדי,se citește Ghiladí; numele la naștere: Eliyahu Albert Grün, 1915 - 17 august 1943) a fost un militant evreu palestinian, originar din Transilvania, din fruntașii organizației subterane paramilitare evreiești Lehi (Lohamey Herut Israel - Luptătorii pentru Libertatea Israelului), cunoscută și ca Grupul Stern. Lehi a reprezentat o aripă minoritară extremistă în cadrul mișcărilor de autoapărare ale evreilor din Palestina care a acționat în anii 1940 împotriva regimului mandatar britanic și a participat la conflictul cu arabii palestineni. Giladi a fost executat în anul 1943 de tovarășii săi de luptă, după ce a intrat în conflicte ascuțite de idei și autoritate cu Itzhak Shamir și alți membri ai mișcării Lehi.

## Anii de tinerețe
Eliyahu Giladi s-a născut sub numele Eliyahu Albert Grün, în Transilvania, pe atunci parte a Imperiului Austro-Ungar, într-o familie de evrei ultraortodocși din satul Bikafalva,în zilele noastre Tăureni, Harghita. Eliyahu era mezinul dintre cei trei fii ai șohetului Moshe Grün și ai soției lui, Rahel, fiica unei familii de viticultori. El a mai avut și două surori. În copilărie Eliyahu a fost trimis la studii într-o ieșivă din orașul Satu Mare, dar s-a revoltat și a părăsit casa părintească. A lucrat ca ucenic de șelar și a intrat în mișcarea de tineret „Betar”. După ce a fost recrutat în armata română, a dezertat și a fugit în Ungaria, cu speranța ca va putea emigra în Palestina. La Budapesta a contactat  pe conducătorii mișcării sioniștilor revizioniști locali și cu ajutorul lor s-a încadrat într-unul din grupurile de tineri din organizația Betar care au emigrat în mod clandestin în Palestina în anul 1937. Între timp și familia sa s-a mutat în anul 1938 la București, ulterior emigrând și ea în Palestina.

## Militant al Lehi
În Palestina, el a adoptat numele ebraic de familie Giladi și s-a alăturat „Organizației militare naționale    
”, cunoscută pe scurt ca Etzel sau Irgun, organizația subterană paramilitară  sioniștilor revizioniști, de sub conducerea lui David Raziel. Giladi a ajuns la conducerea secției Etzel în localitatea Nes Tziona. Când în anul 1940 organizația Etzel a scindat, Giladi a făcut parte din gruparea disidentă Lehi condusă de Avraham Stern, care a hotărât,în pofida războiului Angliei contra Germaniei hitleriste, să continue acțiunile contra puterii mandatare britanice. Eliyahu Giladi, bărbat chipeș și mușchiulos, care era știut sub numele conspirativ Shaul, s-a evidențiat prin carisma și temeritatea sa.
Itzhak Shamir, a fost impresionat la început de calitățile sale personale - „imaginația, îndrăzneala, curajul și lipsa totală de frică”. 
Anii 1941-1942 au fost grei pentru mișcarea Lehi. Precum majoritatea membrilor Lehi, a fost prins de serviciile britanice de securitate și închis în tabăra de arest de la Mazra. Mai mulți militanți ai mișcării au fost uciși de către britanici, inclusiv  comandantul ei, Avraham Stern (zis „Yair”), care a fost ucis într-o locuință din Tel Aviv în februarie 1942. Au rămas liberi doar un nucleu restrâns de luptători.

## Conflictul și deznodământul violent
La 2 septembrie 1942  Eliyahu Giladi și Itzhak Shamir au izbutit să fugă din arest. Ei au ajuns în casa lui Yerahmiel Aharonson (zis Elisha), unde s-au deghizat în straie noi și s-au ascuns în centrul țării.
Împreună cu membrii organizației aflați în libertate, în frunte cu Yehoshua Cohen, Shamir și Giladi au trecut la munca de reorganizare a rețelei.
După mărturia lui Nathan Yalin Mor și a altor membri ai mișcării,începând din primăvara anului 1943  Giladi a intrat în conflicte ascuțite de ego și de opinie cu Shamir, și comportamentul său, care dădea semne de dezechilibru, a început să pună în mare primejdie organizația. Și-a amenințat tovarășii, inclusiv pe Shamir, cu revolverul, a inițiat acțiuni pripite și periculoase împotriva unor militari britanici în mijlocul populației civile evreiești, ar fi propus ca membre ale mișcării să lucreze ca prostituate. După Yalin Mor, Giladi părea să se inspire din nihilismul unora dintre revoluționarii extremiști ruși,(Boris Savinkov, mai demult Serghei Neceaiev, Dmitri Pisarev) care erau cu totul indiferenți față de viețile omenești.
După Josef Heller, cercetător al istoriei Lehi, Giladi nu suporta să accepte autoritatea altcuiva.  
Când Shamir propusese ca organizația să se repună în picioare printr-un program de antrenamente, întărire a capacității de luptă și lansarea unei  propagande masive în rândurile publicului evreiesc, Giladi, care îl concura la conducerea mișcării, propusese autofinanțarea prin organizarea de "exproprieri" rapide de fonduri, adică spargeri, așa cum fusese cea pe care a condus-o la Banca Anglo-Palestine în septembrie 1940, și sprijinea ideea lichidării conducătorilor organizațiilor  rivale - Etzel, Haganá și ai partidelor sioniste, inclusiv a lui Ben Gurion. Când Shamir a anulat un ordin al lui Giladi, pe care l-a considerat deosebit de nechibzuit (producerea unui atentat exploziv în Piața Kikar Hamoshavot din Tel Aviv, contra forțelor de ordine britanice, în prezența a numeroși manifestanți evrei cere protestau contra politicii Marii Britanii de blocare a emigrației evreiești spre Palestina), Giladi a apărut la locuința unde se ascundea Shamir și l-a amenințat că îl va lichida cu revolverul, în caz că îi va anula și alta dată ordinele.  
În iunie 1943 s-a sinucis unul din membrii Lehi, se crede că din cauza presiunilor făcute asupra sa de către Giladi.
Shamir era convins ca Giladi pune în primejdie existența organizației și a hotărât că nu rămâne altă cale decât lichidarea acestuia. În acea perioadă Lehi avea mari dificultăți de a procura armament la Haifa și în nordul țării. Ghiladi a primit însărcinarea de a trimite un transport de arme prin niște ambarcațiuni ale școlii de marină Zevulun din nordul Tel Avivului. La 7 august 1943 a fost convocat la o întâlnire la această școală, însoțit fiind de alți doi luptători ai Lehi, Tzfoni Shomron și Yerahmiel Aharonson. Pe drum aceștia și-au scos revolverele și l-au împușcat din spate și din față.  Apoi l-au îngropat într-un loc rămas până astăzi necunoscut, după una din ipoteze, în nisipurile de lângă Bat Yam 
După execuție, Itzhak Shamir a convocat la nisipurile de la Bat Yam 13 dintre militanții Lehi și le-a raportat despre faptele lui Giladi și despre execuție. Printr-un vot retroactiv grupul a aprobat unanim execuția. Mai apoi și membrii Lehi aflați în detenție au fost înștiințati și au aprobat și ei hotărârea. Și luptătorii cei mai apropiați de Ghiladi s-au împăcat în cele din urmă cu uciderea lui.

## După moarte
- Numele său a fost onorat în Grădina dispăruților de pe Muntele Herzl din Ierusalim
- Itzhak Shamir și-a numit fiica Ghilada în memoria lui Eliyahu Giladi
- Lista luptătorilor Lehi menționează: Eliyahu Giladi (Shaul) - a căzut în împrejurări tragice în anul 5703
- În Pagina memorială a lui Eliyahu Giladi din situl Izkor al Ministerului apărării al Israelului scrie:

Eliyahu Giladi nu a fost condamnat de tovarășii săi pentru trădare - el a căzut victimă tragică luptei în condiții de ilegalitate. La 38 ani după ce a fost executat (n.n. 1981) numele său a fost inclus pe lista celor căzuți în războaiele Israelului
- Cazul Giladi este evocat de cartea Cazul combatantului Yonatan (Parashat halohem Yonatan) a ziaristului Baruch Nadel (editura „Tarmil” 1976) , care a servit unei adaptări TV „Un cadavru în nisip” (Gufá baholot) din anul 1999 , în regia lui Riki Shelah, după scenariul lui Ron Feldman, Assi Dagani și Arye Krishk.

## Legături externe
- Sit memorial al Ministerului apărării al Israelului
- situl Bney Atarot Arhivat în 29 septembrie 2013, la Wayback Machine.